# Mikołaj Troicki
Mikołaj Troicki (ur. 1 sierpnia 1905 w Sochaczewie, zm. 12 kwietnia 1989) – oficer polityczny Wojska Polskiego na Froncie Wschodnim; zdobywca Berlina (inicjator zatknięcia polskiej flagi na Kolumnie Zwycięstwa).

## Życiorys
Mikołaj Troicki urodził się w Sochaczewie. Trenował biegi, służbę wojskową odbył na Polesiu, jednak po wybuchu wojny dołączył do Armii Poznań, z którą walczył nad Bzurą. Po klęsce wstąpił do ZWZ zabezpieczając m.in. broń zakopywaną przez żołnierzy w 1939. Zagrożony aresztowaniem wyjechał do Warszawy, gdzie został schwytany w czasie łapanki w 1943.
Troicki został wywieziony na roboty do Jugosławii, gdzie rozpoczął pracę w kopalni miedzi w Majdanborze}. Po ucieczce wstąpił do oddziału czetników, z którego zdezerterował nie akceptując decyzji dowództwa o kolaboracji z Niemcami. Trafił do 19 Międzynarodowej Brygady Dywersyjnej Wojska Ludowowyzwoleńczego i Oddziałów Partyzanckich Jugosławii. W czasie jednej z walk został wzięty do niewoli przez ustaszy, z której uciekł wraz z innymi jeńcami.
Po wyzwoleniu Belgradu, dzięki pomocy radzieckiego oficera narodowości polskiej, Troicki wrócił do Polski. Ukończył przyśpieszony kurs oficerski w Lublinie, po czym trafił do 1 Pułku Artylerii Lekkiej 1 Dywizji Piechoty im. Tadeusza Kościuszki na stanowisko oficera politycznego 7 baterii. Wziął udział w walkach na Wale Pomorskim i w szturmie Berlina.
Z inicjatywy ppor. Mikołaja Troickiego żołnierze 7 baterii (oprócz niego byli to plut. Kazimierz Otap, kpr. Antoni Jabłoński, kan. Aleksander Karpowicz i kan. Eugeniusz Mierzejewski) wywiesili na Siegessäule polską flagę (na pamiątkę tego wydarzenia dnia 2 maja obchodzony jest w Polsce Dzień Flagi Rzeczypospolitej Polskiej). Prawdopodobnie jednak jako pierwsi polską flagę umieścili żołnierze 8 baterii pod dowództwem zastępcy dowódcy ds. polityczno-wychowawczych ppor. Waldemara Felchnerowskiego. Na pierwszeństwo żołnierzy 8 baterii 1 Pułku Artylerii Lekkiej 1 Dywizji Piechoty im. Tadeusza Kościuszki wskazali historycy Wojskowego Instytutu Historycznego, którzy w 1966  podjęli badanie tego zagadnienia.
Po odejściu z wojska, trafił do Krosna, gdzie był inspektorem do spraw osadnictwa. Po powrocie do Sochaczewa zajął się handlem pracując w spółdzielni oraz grając w orkiestrze rzemieślniczej. W latach 1948–1950 był ofiarą stalinowskich represji ze względu na walkę w partyzantce marszałka Tito. Po wyjściu na wolność wstąpił do ZBoWiD-u. Otworzył także pierwszą w Sochaczewie kolekturę Totalizatora Sportowego.
Pochowany na wojskowych Powązkach (kwatera HIII-3-37).

## Życie prywatne
Był synem Romana Troickiego – zastępcy naczelnika straży pożarnej, wiceburmistrza i restauratora. Pomimo jego sprzeciwu pojął za żonę Sabinę Wójcicką.

## Awanse
- podporucznik – 1945
- kapitan – po wojnie
- major – lata 70/80

## Odznaczenia
- Krzyż Komandorski Orderu Odrodzenia Polski
- Order Krzyża Grunwaldu III klasy – 10 października 1970 za zdobycie Berlina
- Krzyż Walecznych – w 1945 za przełamanie Wału Pomorskiego
- Krzyż Partyzancki
- Medal XXX-lecia Polski Ludowej
- Medal XL-lecia Polski Ludowej
- Medal „Za udział w wojnie obronnej 1939” (1981)[5]
- Medal za Warszawę 1939–1945
- Medal za Odrę, Nysę, Bałtyk
- Medal Zwycięstwa i Wolności 1945
- Medal „Za udział w walkach o Berlin”
- Odznaka Honorowa Polskiego Czerwonego Krzyża II stopnia
- Medal "Za zasługi dla ZSMP" (1983)[6]

i inne (oprócz polskich nagrodzony także odznaczeniami jugosłowiańskimi i radzieckimi)